# 万引きウオッチャー
『万引きウオッチャー』（まんびきウオッチャー）は、2000年から2002年までテレビ朝日系「土曜ワイド劇場」で放送されたテレビドラマシリーズ。全2回。主演は栗原小巻。
第1作のタイトルは『万引きウオッチャー小林みなみ事件日誌』

## キャスト

### レギュラー
小林みなみ
演 - 栗原小巻
派遣保安員。7年前に警察官だった夫を亡くす。現在は娘の明日香と暮らしている。
青木徹
演 - 高知東生
新人の保安員。
内山将
演 - 柚原旬
北大和警察署の刑事。
小林明日香
演 - 長橋良枝
みなみの娘。

### ゲスト
第1作（2000年）
- 小池利勝（スーパー「あずみ」店長） - 城後光義
- 砂川由紀（聡子に万引きを摘発される） - 丸久美子
- 佐々木朝子（スーパー「あずみ」店員） - 宝城清子
- 野口聡子（保安員） - あま敏子
- 江島和美（聡子に万引きを摘発される） - 浅野富士子
- 岡本真理 - 塚本弥生子
- 井上正治（聡子に万引きを摘発される） - 奥山マサル
- 戸村昌子（スーパーの客） - 風見章子
- 藤崎陽子（スーパー「あずみ」店員） - あいはら友子
- 松田翔平（刑事） - 石倉三郎

第2作（2002年）
- 仁科翔平（自動車整備士・森川の友人） - 原知宏
- 森川健介（タレント） - 齋藤千尋
- 仁科龍太郎（代議士・翔平の父） - 若尾義昭
- 自動車整備工場 経営者 - 菅野達也
- 田代和己（無職） - 奈良坂篤
- 河村大輝（森川の友人） - 白石朋也
- 新井亮太（翔平の友人） - 新井誠明
- 伊藤拓海（河村の友人） - 鈴木将男
- 山崎哲也（カメラマン） - 斎藤洋介
- 牧場の経営者 - 久木念
- 高橋和江 - 三島ゆり子
- 松田幸太郎（北大和警察署 刑事） - 阿藤海

## スタッフ
- 脚本 - 友澤晃一
- 監督 - 安室修
- プロデューサー - 浦井孝行（国際放映）、西島孝恒（国際放映）、辰野悦央(ABC)、東浦陸夫(ABC)
- 制作 - 国際放映、ABC

## 放送日程
| 話数 | 放送日        | サブタイトル                                                               | 脚本     | 監督   |
| ---- | ------------- | -------------------------------------------------------------------------- | -------- | ------ |
| 1    | 2000年2月19日 | コロッケ、消しゴムを盗んで破滅した男女！連続殺人・出来心なの見逃して…      | 友澤晃一 | 安室修 |
| 2    | 2002年1月19日 | 死体に謎の血文字カウントダウン猟奇連続殺人！カメラが激写した殺害現場のウラ | 友澤晃一 | 安室修 |